# Intégration du cycle de la vie
 (octobre 2022).
Améliorez-le ou discutez des points à vérifier. 
 (octobre 2017).
Pour les articles homonymes, voir ICV.
L’intégration du cycle de la vie ou ICV (ou encore Lifespan integration en anglais) est une approche thérapeutique créée aux États-Unis en 2002. 
C’est une thérapie reposant sur la capacité de l’esprit à se soigner lui même. Cette approche se base sur la répétition d'une liste chronologique de souvenirs depuis la naissance jusqu'à aujourd'hui, qui faciliterait, selon ses adeptes, l’intégration neuronale et le détachement de l’esprit à ces souvenirs, afin d’atteindre une guérison chez le patient.

## Origine
L'approche thérapeutique de l'intégration du cycle de la vie a été mise au point par une thérapeute américaine, Peggy Pace. Titulaire d'un diplôme de chimie de l'université de Washington en 1969, elle étudie ensuite la psychologie du counselling et obtient un master à l'Université d'Antioch en 1985. 
Peggy Pace développe la méthode ICV à partir de ses expériences cliniques. Elle explique que pendant une séance en 2002, une patiente reste bloquée dans un traumatisme du passé. En réactivant un souvenir vécu à l'âge de 6 ans, la patiente se retrouve dans un état de dissociation de ses ressources d'adulte. Lorsque Peggy Pace lui demande son âge, la patiente répond d'une petite voix : « J'ai 6 ans », alors qu'elle en a 40 en réalité. Peggy Pace décide alors de prouver à cette fillette que le temps a passé, en lui permettant de visualiser différentes scènes de son histoire de manière chronologique, depuis le traumatisme jusqu'à la séance actuelle. À la suite de cette expérience, la patiente est émerveillée des changements profonds qu'elle vit au quotidien. Et Peggy Pace réitère cette pratique auprès d'autres patients. 
Elle observe des changements cliniques profonds chez ceux qui bénéficient de cette nouvelle méthode de visualisation de leur ligne du temps. Elle entreprend alors une revue de la littérature des neurosciences afin de comprendre les mécanismes du cerveau qui expliquent ces évolutions cliniques. 
Peggy Pace publie son premier livre sur la méthode thérapeutique de l'intégration du cycle de la vie (ICV) en 2003.

## Principes de la thérapie
L'ICV se base sur un constat initial : la remémoration d'un traumatisme active des sensations dans le corps, comme si ce dernier était resté bloqué au moment de l'événement douloureux sans pouvoir s'en libérer, alors que la partie rationnelle du cerveau sait pourtant que tout cela est terminé. 
Cela s'explique par le fait qu'un traumatisme entraine un échec de l'intégration des informations en mémoire à long terme. 
Le but de la thérapie ICV est donc de permettre au cerveau d'assimiler ces informations et d'apaiser le corps en lui faisant prendre conscience qu'il n'est plus dans la situation traumatisante. La répétition et la visualisation de souvenirs chronologiques depuis le traumatisme jusqu'à aujourd'hui permet au patient de dépasser l'événement traumatique en montrant à son système corps-esprit qu'il a effectivement survécu. 
L'ICV va permettre ainsi une libération car « L'ICV permet un lâcher-prise au moi-adulte du patient qui est fixé sur le passé, fixation qui ne lui confère pas une harmonie mentale satisfaisante et lui fait conjuguer le présent sur le mode du passé conservé, fragilisant ainsi sa cohésion interne » . 
L'intégration du traumatisme au niveau neuronal est possible grâce à la neuroplasticité du cerveau, c'est-à-dire à sa capacité de se restructurer neuronalement tout au long de la vie. L'ICV se base également sur le postulat neuroscientifique de Hebb selon lequel « des neurones qui se stimulent en même temps sont des neurones qui se lient ensemble » (neurons that fire together wire together). 
L'approche thérapeutique d'Intégration du Cycle de la vie a recours à l'imaginaire, ce qui est fondé sur les recherches neuroscientifiques des années 90 démontrant que le cerveau ne fait pas la différence entre ce qu'il vit réellement et ce qu'il imagine. 
L'ICV s'appuie sur les recherches qui postulent que l'intégration neuronale de l'enfant en développement se développe grâce à la co-construction du récit autobiographique entre parent et enfant.
C’est une approche de choix pour soigner l’attachement, les problèmes de régulation émotionnelle et les traumas, notamment liés à des événements dont on ne garde aucun souvenir car ayant eu lieu avant l’apparition du langage (traumas pré-verbaux).

## La ligne du temps
L'outil de base de l'ICV est la « ligne du temps », c'est-à-dire une liste de souvenirs chronologiques depuis la naissance du patient jusqu'à aujourd'hui. La répétition rapide de cette ligne du temps est au cœur de tous les protocoles ICV. Le patient peut créer cet outil seul ou se faire aider par le thérapeute. La liste est composée d'au moins un à trois souvenirs par an depuis le premier souvenir auquel le patient a accès consciemment (souvent vers deux ou trois ans, âge du début du développement de la mémoire explicite). 
Au cours des répétitions de la ligne du temps, d'autres souvenirs émergent spontanément de la mémoire du patient et sont intégrés au niveau neuronal. C'est ce qu'on appelle des « élargissements » de souvenirs. 

## Les différents protocoles
- Protocole de base (PB)

Durant ce protocole, le patient visualise le film de sa vie. Huit à dix répétitions sont nécessaires pour permettre au système corps-esprit d'assimiler les souvenirs comme des évènements passés. 
- Protocole standard (PS)

Lors de ce protocole, le thérapeute utilise une technique nommée le pont d'affect (affect bridge). À partir des sensations présentes dans son corps, le patient trouve un souvenir source connecté à son problème actuel. Grâce à l'imaginaire, le thérapeute permet au patient de revisiter son passé et l'accompagne pour lui apporter tout ce dont il a besoin pour s'en libérer. Par exemple, le thérapeute peut guider le patient dans l'expression d'une colère qui aurait été refoulée au moment de l'évènement. Une fois le passé réparé, le thérapeute montre au patient que l'évènement est terminé en l'accompagnant par la répétition de la ligne du temps depuis la situation passée jusqu'au présent. Le fait de se remémorer la ligne du temps permet au système corps-esprit de réaliser que le temps a passé, qu'il a survécu à ces souvenirs et que la vie est différente aujourd'hui. Dans ce protocole, cinq répétitions minimum de la ligne du temps sont nécessaires. 
- Protocole du syndrome de stress post-traumatique (PTSD)

Ce protocole est utilisé auprès des patients qui présentent des symptômes de stress post-traumatiques dans le but de les apaiser. Dix à douze répétitions de la ligne du temps depuis le traumatisme jusqu'à aujourd'hui sont nécessaires pour faire prendre conscience au système corps-esprit qu'il n'est plus figé dans le passé. 
- Protocole d'accordage (PA)

Ce protocole permet de réparer un attachement précoce insécure en « réécrivant » et en « revivant » les conditions précoces et en intégrant de nouveaux états positifs sécures générés par la dyade patient-thérapeute. Il s'applique donc particulièrement aux patients qui ont souffert d'un manque d'accordage dans la relation à leurs figures d'attachement (souvent les figures parentales) dans leur petite enfance.  
- Protocole de naissance (PNP)

Ce protocole répare les traumatismes de naissance. 
- Protocole de traumatisme pré-verbal (PRA)

Ce protocole répare les traumatismes de vie précoce, c'est-à-dire des évènements traumatisants qui ont eu lieu avant l'arrivée de la parole chez l'enfant. 